# Rimbach-près-Masevaux
Pour les articles homonymes, voir Rimbach.
Ne doit pas être confondu avec Rimbach-près-Guebwiller.
Rimbach-près-Masevaux est une commune française du Massif des Vosges située dans l'aire d'attraction de Mulhouse et faisant partie de la collectivité européenne d'Alsace (circonscription administrative du Haut-Rhin), en région Grand Est.
Cette commune se trouve dans la région historique et culturelle d'Alsace.
Ses habitants sont appelés les Rimbachois.

## Géographie
C'est une des 188 communes du parc naturel régional des Ballons des Vosges. La commune est nichée dans la vallée de la Seebach (affluent de la Doller en rive gauche) à plus de 550 m d'altitude, au pied du massif des Bers dominé par les sommets de la Haute Bers et de la Tête des Perches situés à 3,5 km au nord-ouest.
L'habitat s'étend essentiellement dans la vallée de la Seebach avec le village et les hameaux de Horben et de Riedelsbourg, mais également dans la vallée du Neuweiherbach avec le hameau de Ermensbach.
La commune est reliée à Oberbruck en aval dans la vallée de la Doller par une unique route. Un chemin carrossable permet de franchir le col du Belacker (981 m d'altitude) au nord-est pour rejoindre la vallée de la Thur.
|                                  | Storckensohn          | Mollau Mitzach |
| Saint-Maurice-sur-Moselle Vosges | Rimbach-près-Masevaux | Moosch         |
|                                  | Oberbruck             | Wegscheid      |

### Hydrographie

#### Réseau hydrographique
La commune est dans le bassin versant du Rhin au sein du bassin Rhin-Meuse. Elle est drainée par le ruisseau Seebach, le ruisseau de Neuweiher, le ruisseau Erlenmattbaeche, le ruisseau Kerbach, le Schoenebaechel et le ruisseau Sockibaechel,,.

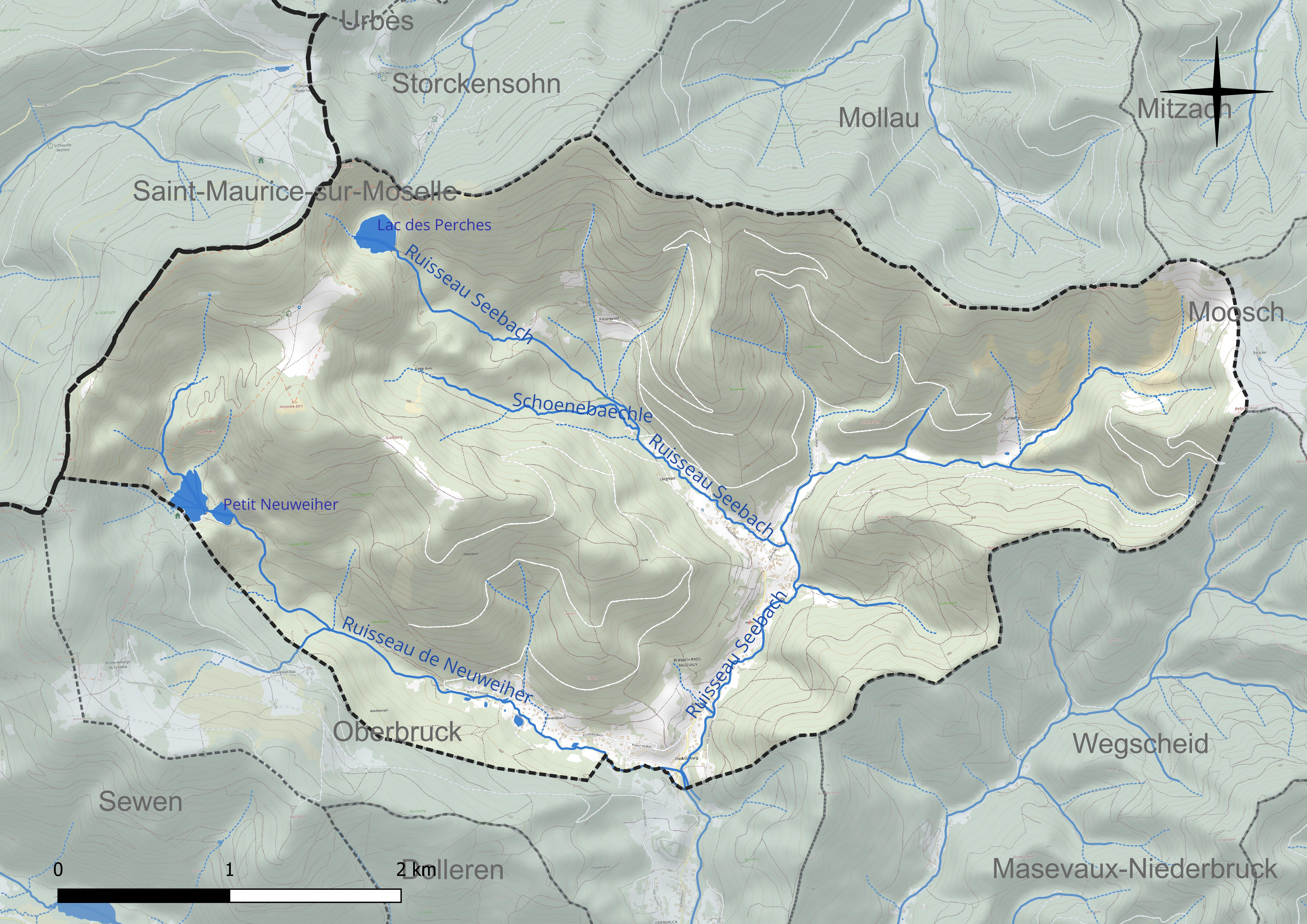
Réseau hydrographique de Rimbach-près-Masevaux.

Trois plans d'eau complètent le réseau hydrographique : le Grand Neuweiher, d'une superficie totale de 3,9 ha (3,8 ha sur la commune), le lac des Perches (4 ha) et le Petit Neuweiher (1,1 ha),.

#### Gestion et qualité des eaux
Le territoire communal est couvert par le schéma d'aménagement et de gestion des eaux (SAGE) « Doller ». Ce document de planification concerne le bassin versant de la Doller dont le territoire s’étend sur 280 km2. Il a été approuvé le 15 janvier 2020. La structure porteuse de l'élaboration et de la mise en œuvre est le syndicat mixte « Rivières de Haute-Alsace ». 
La qualité des cours d’eau peut être consultée sur un site dédié géré par les agences de l’eau et l’Agence française pour la biodiversité. 

### Climat
Pour des articles plus généraux, voir Climat du Grand Est et Climat du Haut-Rhin.
En 2010, le climat de la commune est de type climat de montagne, selon une étude du Centre national de la recherche scientifique s'appuyant sur une série de données couvrant la période 1971-2000. En 2020, Météo-France publie une typologie des climats de la France métropolitaine dans laquelle la commune est exposée à un climat semi-continental et est dans la région climatique  Vosges, caractérisée par une pluviométrie très élevée (1 500 à 2 000 mm/an) en toutes saisons et un hiver rude (moins de 1 °C). 
Pour la période 1971-2000, la température annuelle moyenne est de 8,5 °C, avec une amplitude thermique annuelle de 16,4 °C. Le cumul annuel moyen de précipitations est de 1 756 mm, avec 13,5 jours de précipitations en janvier et 11,4 jours en juillet. Pour la période 1991-2020, la température moyenne annuelle observée sur la station météorologique de Météo-France la plus proche, « Sewen - Lac Alfeld_sapc », sur la commune de Sewen à 4 km à vol d'oiseau, est de 10,0 °C et le cumul annuel moyen de précipitations est de 2 282,3 mm. 
La température maximale relevée sur cette station est de 37,2 °C, atteinte le 24 juillet 2019 ; la température minimale est de −21 °C, atteinte le 12 janvier 1987,,. 
Les paramètres climatiques de la commune ont été estimés pour le milieu du siècle (2041-2070) selon différents scénarios d'émission de gaz à effet de serre à partir des nouvelles projections climatiques de référence DRIAS-2020. Ils sont consultables sur un site dédié publié par Météo-France en novembre 2022.

## Urbanisme

### Typologie
Au 1er janvier 2024, Rimbach-près-Masevaux est catégorisée commune rurale à habitat dispersé, selon la nouvelle grille communale de densité à sept niveaux définie par l'Insee en 2022.
Elle appartient à l'unité urbaine de Kirchberg, une agglomération intra-départementale regroupant six  communes, dont elle est ville-centre,,. Par ailleurs la commune fait partie de l'aire d'attraction de Mulhouse, dont elle est une commune de la couronne,. Cette aire, qui regroupe 132 communes, est catégorisée dans les aires de 200 000 à moins de 700 000 habitants,.

### Occupation des sols
L'occupation des sols de la commune, telle qu'elle ressort de la base de données européenne d’occupation biophysique des sols Corine Land Cover (CLC), est marquée par l'importance des forêts et milieux semi-naturels (91,8 % en 2018), une proportion identique à celle de 1990 (91,8 %). La répartition détaillée en 2018 est la suivante : 
forêts (81 %), milieux à végétation arbustive et/ou herbacée (10,9 %), zones agricoles hétérogènes (6,3 %), zones urbanisées (1,9 %). L'évolution de l’occupation des sols de la commune et de ses infrastructures peut être observée sur les différentes représentations cartographiques du territoire : la carte de Cassini (XVIIIe siècle), la carte d'état-major (1820-1866) et les cartes ou photos aériennes de l'IGN pour la période actuelle (1950 à aujourd'hui).

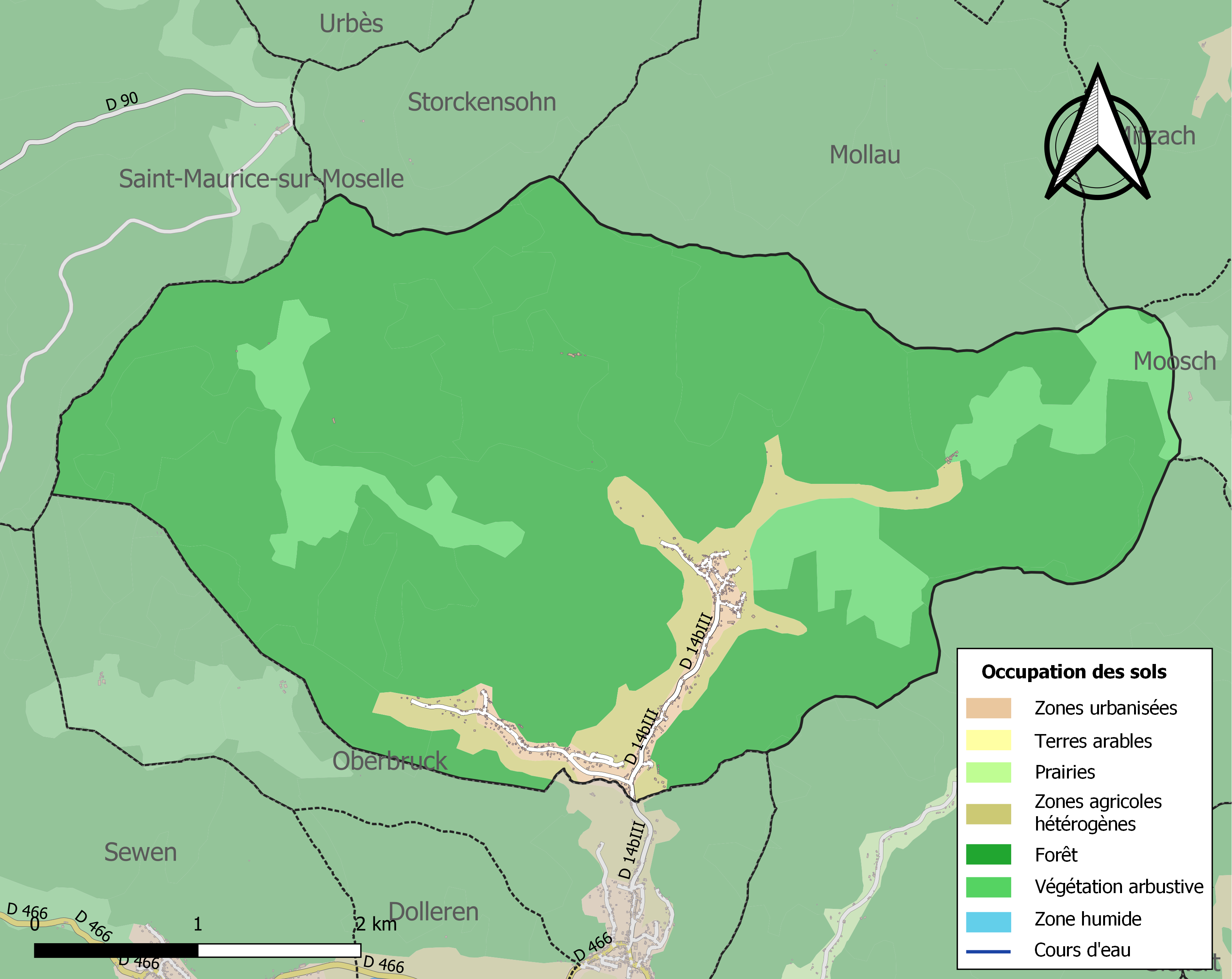
Carte des infrastructures et de l'occupation des sols de la commune en 2018 (CLC).

## Toponymie
Rimbach (1482), Rindtbach (1567), Reinpach (1579), Rintpach (1576), Rimbach (1793).

## Histoire
Le nom vient de la divinité de la mythologie nordique Rind, épouse d'Odin et de l'allemand Bach (rivière). Le village appartient aux comtes de Ferrette puis de 1324 à 1648 à la famille des Habsbourg.

### Héraldique
| Blason de Rimbach-près-Masevaux | Les armes de Rimbach-près-Masevaux se blasonnent ainsi : « D'azur à la rivière d'argent courante en barre passée en sautoir sur une crosse d'or posée en bande. » |

## Politique et administration

### Budget et fiscalité 2014
En 2014, le budget de la commune était constitué ainsi :
- total des produits de fonctionnement : 341 000 €, soit 686 € par habitant ;
- total des charges de fonctionnement : 255 000 €, soit 513 € par habitant ;
- total des ressources d'investissement : 269 000 €, soit 540 € par habitant ;
- total des emplois d'investissement : 218 000 €, soit 438 € par habitant ;
- endettement : 50 000 €, soit 100 € par habitant.

Avec les taux de fiscalité suivants :
- taxe d'habitation : 6,85 % ;
- taxe foncière sur les propriétés bâties : 4,34 % ;
- taxe foncière sur les propriétés non bâties : 61,75 % ;
- taxe additionnelle à la taxe foncière sur les propriétés non bâties : 50,60 % ;
- cotisation foncière des entreprises : 15,00 %.

### Liste des maires
| Période                                  | Période                   | Identité                                     | Étiquette | Qualité                                           |
| ---------------------------------------- | ------------------------- | -------------------------------------------- | --------- | ------------------------------------------------- |
| Les données manquantes sont à compléter. |                           |                                              |           |                                                   |
| ?                                        | ?                         | Bernard Studer                               |           |                                                   |
| août 1991                                | mars 2014                 | Francis Behra (1952-2023)                    |           | Pharmacien adjoint Adjoint au maire (1989 → 1991) |
| mars 2014                                | En cours (au 25 mai 2020) | Michel Dallet Réélu pour le mandat 2020-2026 |           |                                                   |

## Démographie
L'évolution du nombre d'habitants est connue à travers les recensements de la population effectués dans la commune depuis 1793. Pour les communes de moins de 10 000 habitants, une enquête de recensement portant sur toute la population est réalisée tous les cinq ans, les populations de référence des années intermédiaires étant quant à elles estimées par interpolation ou extrapolation. Pour la commune, le premier recensement exhaustif entrant dans le cadre du nouveau dispositif a été réalisé en 2005.

En 2022, la commune comptait 433 habitants, en évolution de −7,48 % par rapport à 2016 (Haut-Rhin : +0,66 %, France hors Mayotte : +2,11 %).
| 1793 | 1800 | 1806 | 1821 | 1831 | 1836 | 1841 | 1846 | 1851 |
| ---- | ---- | ---- | ---- | ---- | ---- | ---- | ---- | ---- |
| 592  | 640  | 674  | 718  | 767  | 836  | 896  | 916  | 902  |

| 1856 | 1861 | 1866 | 1871 | 1875 | 1880 | 1885 | 1890 | 1895 |
| ---- | ---- | ---- | ---- | ---- | ---- | ---- | ---- | ---- |
| 803  | 798  | 776  | 727  | 733  | 727  | 700  | 703  | 699  |

| 1900 | 1905 | 1910 | 1921 | 1926 | 1931 | 1936 | 1946 | 1954 |
| ---- | ---- | ---- | ---- | ---- | ---- | ---- | ---- | ---- |
| 661  | 642  | 645  | 599  | 570  | 540  | 515  | 491  | 489  |

| 1962 | 1968 | 1975 | 1982 | 1990 | 1999 | 2005 | 2006 | 2010 |
| ---- | ---- | ---- | ---- | ---- | ---- | ---- | ---- | ---- |
| 501  | 477  | 444  | 435  | 456  | 503  | 506  | 503  | 495  |

| 2015 | 2020 | 2022 | - | - | - | - | - | - |
| ---- | ---- | ---- | - | - | - | - | - | - |
| 468  | 437  | 433  | - | - | - | - | - | - |

## Lieux et monuments

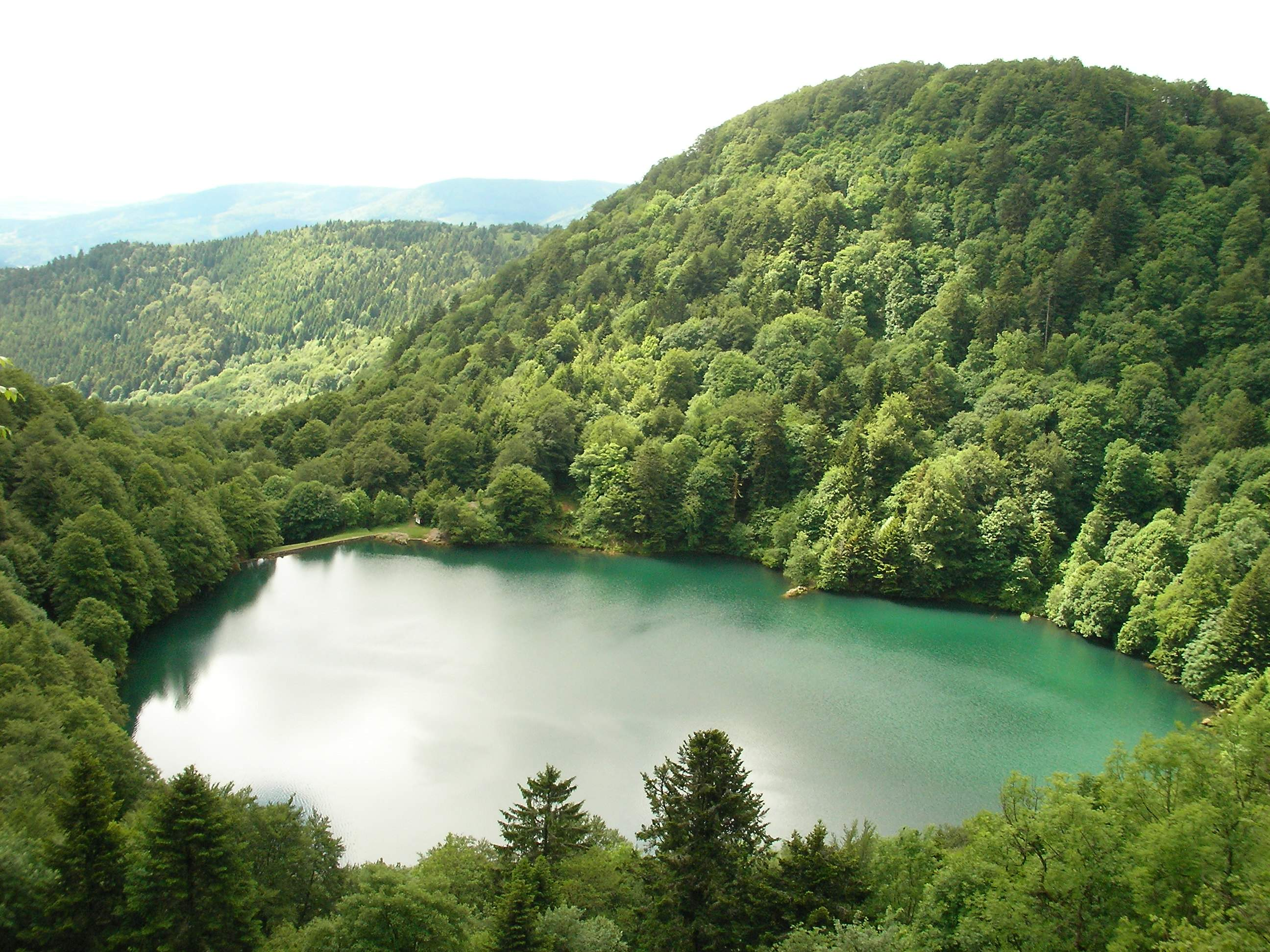
Lac des Perches
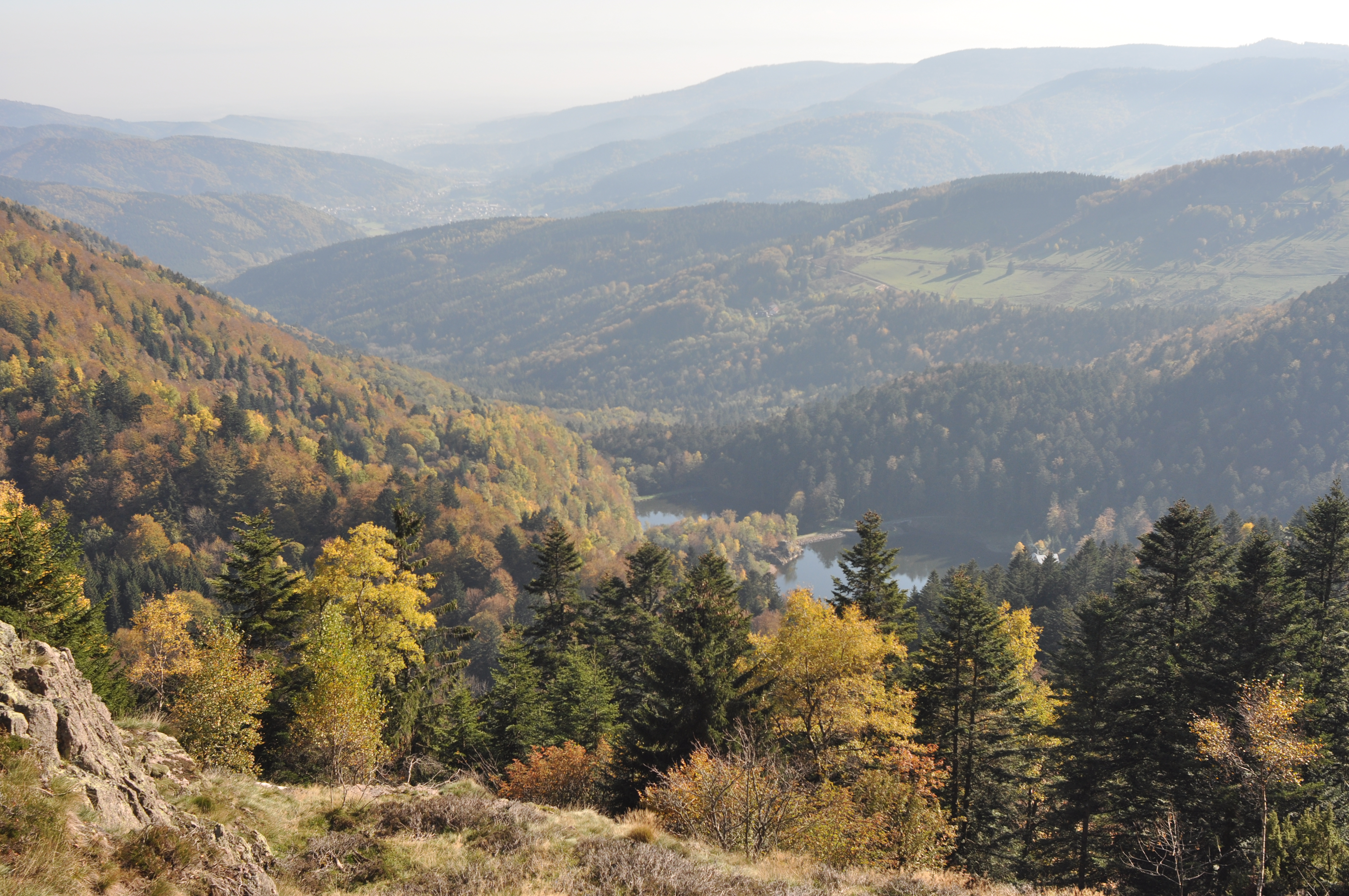
Les lacs des Grand et Petit Neuweiher
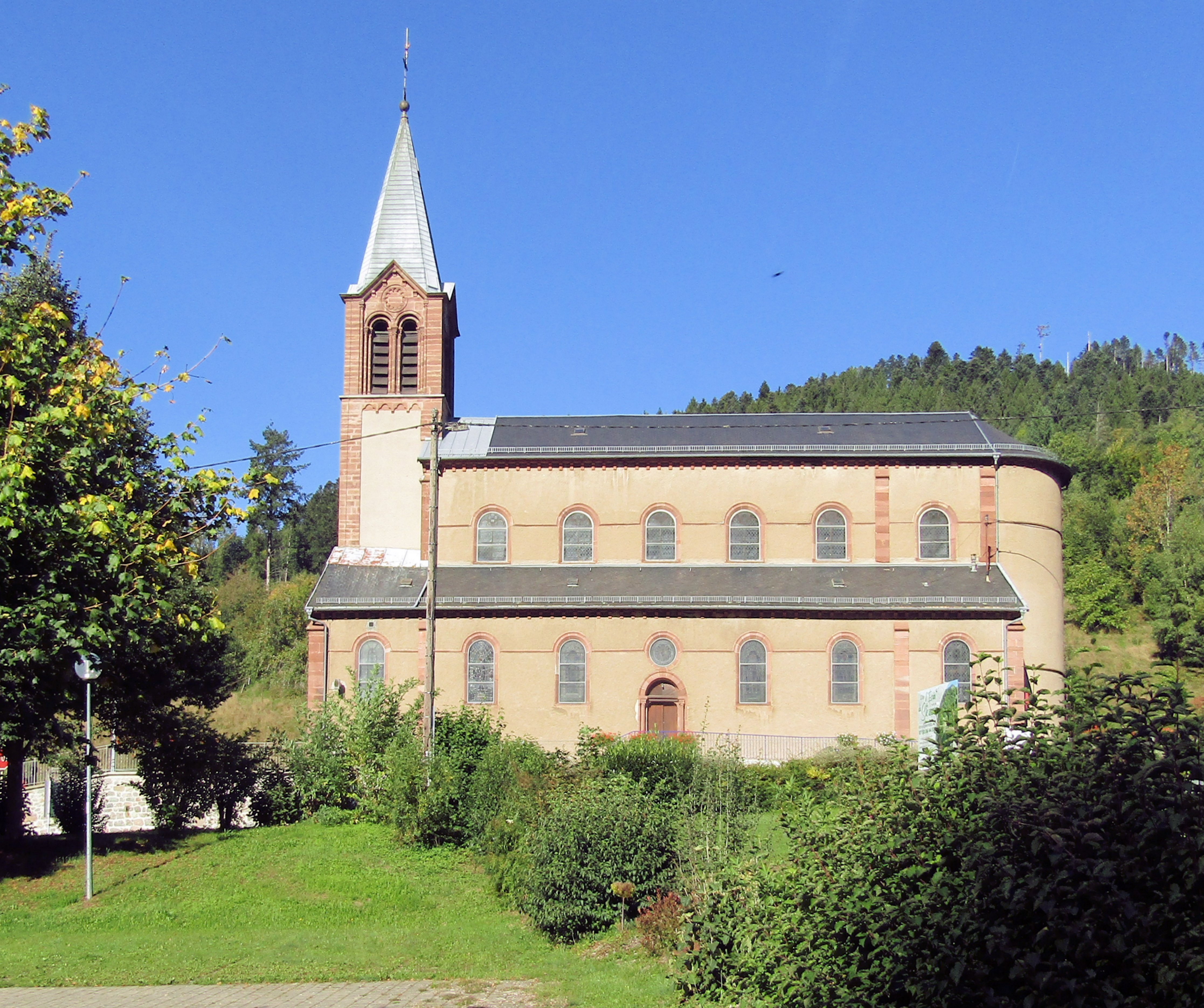
L'église, côté ouest.
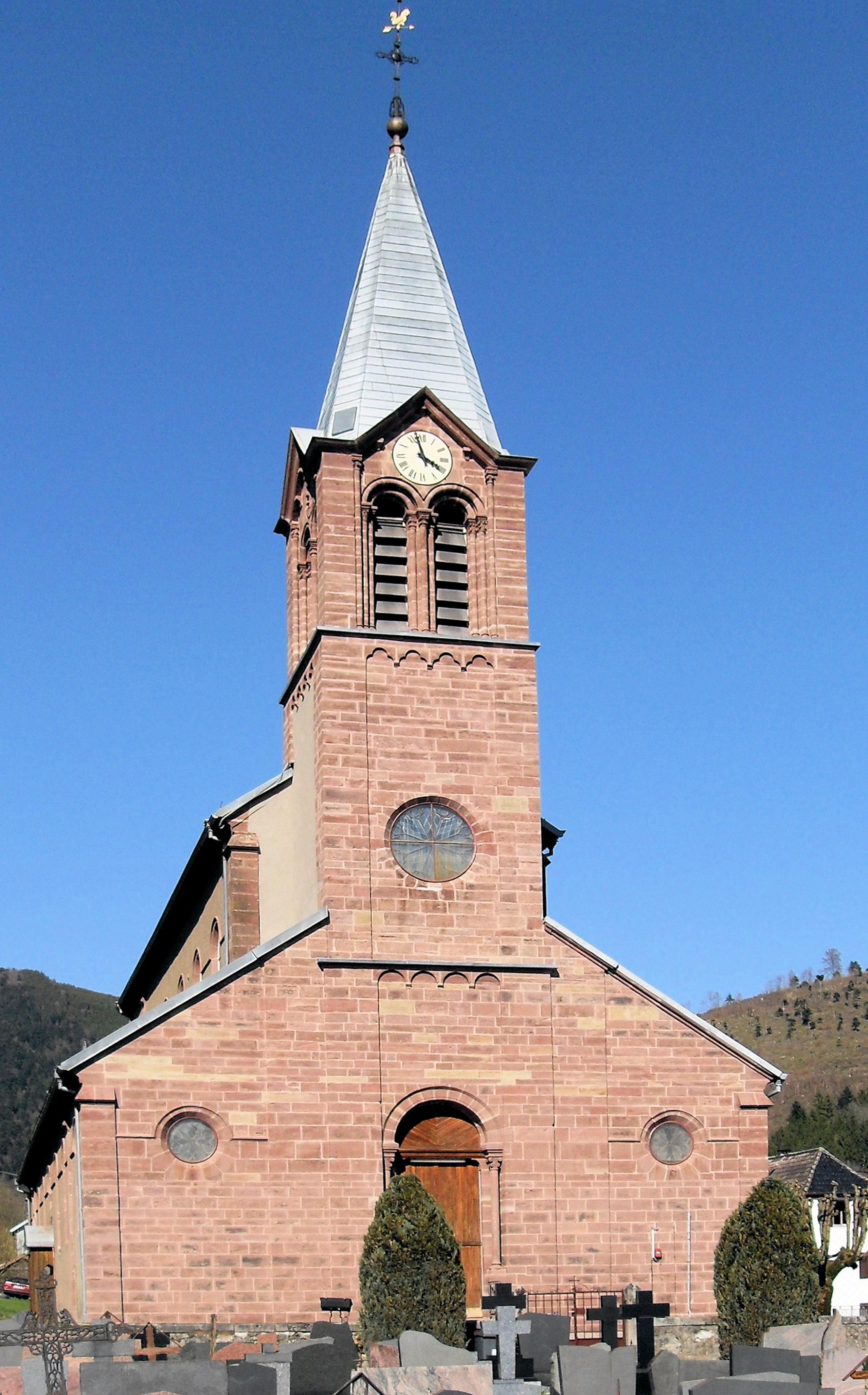
L'église, côté sud.

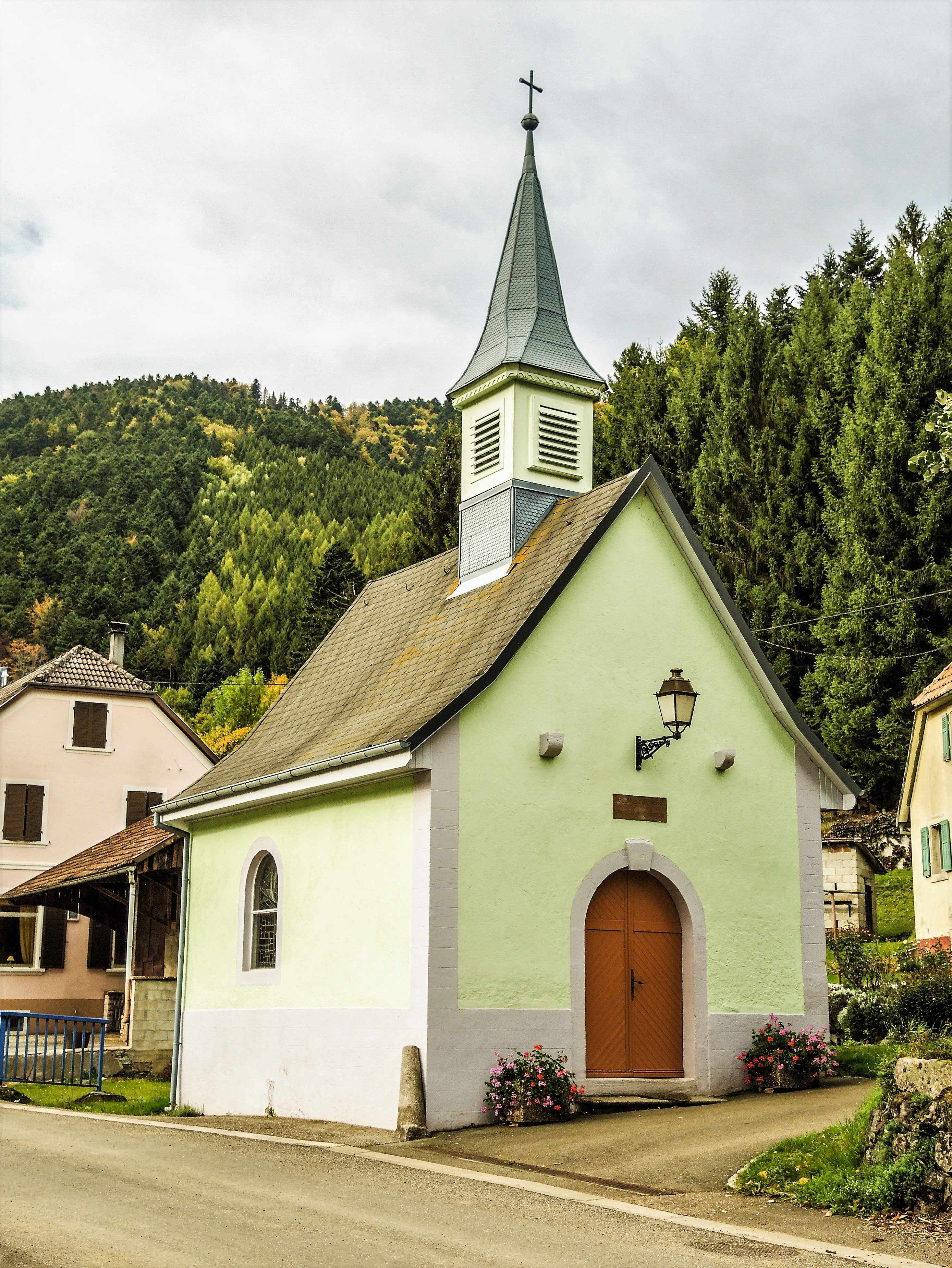
Chapelle Notre-Dame du Perpétuel Secours

- Chapelle Notre-Dame du Perpétuel SecoursLac des Perches et lacs des Neuweiher.
- Massif de la Bers.
- Massif du Rossberg.
- Église Saint-Augustin[30] et son orgue de Joseph Callinet de 1851[31],[32].
- Chapelle de pèlerinage Notre-Dame-du-Perpétuel-Secours (Chapelle d'Ermensbach)[33],[34].
- Monument aux morts[35].
- Ancien moulin[36].